# The Mikado
|  | Per a altres significats, vegeu «Mikado (desambiguació)». |

The Mikado; or, The Town of Titipu (El Mikado; o La Ciutat de Titipú) és una òpera còmica en dos actes, amb música d'Arthur Sullivan i llibret de W. S. Gilbert, sent la seva catorzena col·laboració operística. Va estrenar-se el 14 de març de 1885 a Londres; amb 672 funcions al Savoy Theatre, ocupà la segona posició entre els espectacles musicals amb més funcions en aquella època. Abans de finals de 1885, s'estima que almenys hi havia 150 companyies representant-la a Europa i a Amèrica. The Mikado continua sent una de les òperes del Savoi representades més sovint, i és molt popular per a les produccions d'aficionats i escolars. Ha estat traduïda a nombrosos idiomes i és una de les peces de teatre musical més representades de la història. A Catalunya ha estat adaptada per Dagoll Dagom, amb traducció de Xavier Bru de Sala.
Situar l'acció al Japó Imperial, un lloc exòtic i llunyà de la Gran Bretanya, va permetre a Gilbert satiritzar les institucions i els polítics britànics més lliurement al disfressar-los de japonesos. Gilbert usà situacions fictícies o estrangeres en diverses òperes, com The Mikado, Princess Ida, The Gondoliers, Utopia, Limited i The Grand Duke, per suavitzar l'impacte de la seva sàtira de les institucions britàniques.

## Orígens
L'òpera anterior de Gilbert i Sullivan, Princess Ida, va representar-se durant nou mesos, una estada curta pel que era habitual entre les òperes del Savoi. Mentre que Ida donava ja mostres de desinflar-se, Richard D'Oyly Carte s'adonà que, per primera vegada des de 1877, no hi hauria cap nova òpera preparada per a quan l'antiga tanqués. El 22 de març de 1884, Carte recordà a Gilbert i Sullivan que, segons el seu contracte, haurien de tenir preparada una nova òpera en un termini de sis mesos. Un amic de Sullivan, el director d'orquestra Frederic Clay, havia patit un infart a inicis de desembre de 1883 que finalitzà la seva carrera. Sullivan, veient-se ell mateix en la mateixa situació, car la seva delicada salut i al seu anhel de dedicar-se a una música més seriosa, replicà que "m'és impossible fer una nova peça de la mateixa mena del que ja hem fet en Gilbert i jo". Gilbert quedà sorprès per la resposta de Sullivan i havia començat a treballar en una nova òpera en la qual la gent s'enamorava contra el seu desig després de prendre una poció màgica. Va escriure a Sullivan demanant-li que reconsiderés la seva decisió, però el 2 d'abril el compositor ja havia arribat al límit amb les seves òperes:
| « | ...Contínuament he estat arreglant la música per tal que no es perdés una sola síl·laba... M'agradaria fer una història sobre interessos humans, i probablement on els mots còmics vinguessin enmig d'una situació còmica, i on, si la situació tingués un caràcter tendre o dramàtic, les paraules tinguessin un caràcter semblant. | » |

Gilbert quedà molt ferit, però Sullivan insistí en els seus arguments. A més, aquell argument era molt semblant al de The Sorcerer, de 1877. Les parts estaven en un punt mort, i Gilbert escrigué: I així acaba una associació literària i musical que ha durat set anys, una associació de reputació excepcional, una associació sense igual en resultats econòmics, i fins ara sense discussió o cap element discordant. Amb tot, el 8 de maig de 1884, Gilbert estava disposat a retrocedir, quan va escriure"...puc entendre que si construeixo un altre argument en el qual no hi hagi cap element sobrenatural, ho prendria en consideració? ...un argument consistent, lliure d'anacronismes, construït en una perfecte bona fe amb la meva millor habilitat?". El gel s'havia trencat, i el 20 de maig de 1884, Gilbert envià a Sullivan un resum de l'argument de The Mikado. Gilbert trobà un lloc per al seu argument a The Mountebanks, escrita juntament amb Alfred Cellier el 1892. Una versió revisada de The Sorcerer, de 1877, juntament amb Trial by Jury (1875), òpera d'un únic acte, s'interpretà al Savoy mentre que Carte i el seu públic esperaven per al seu proper treball.
El 1914, Cellier i Bridgeman explicaren per primera vegada la història familiar de com Gilbert s'inspirà:
| « | Gilbert, havent decidit deixar el seu propi país temporalment, buscà algun lloc diferent que fos subjecte del seu peculiar humor. Un curiós incident li inspirà la idea. Un dia una vella espasa japonesa que, durant anys, havia estat penjant de la paret del seu estudi, va caure del seu lloc. Aquest incident el va fer pensar en Japó. En aquells moments, una companyia de japonesos havien arribat a Anglaterra i instal·laren un poblet a Knightsbridge. | » |

La història té un decorat real, però és altament fictici. Gilbert va ser entrevistat en dues ocasions sobre la inspiració per a The Mikado. En totes dues entrevistes es mencionà l'espasa, i en una d'elles va dir que va ser la inspiració per a l'òpera, tot i que mai va dir que caigués l'espasa. El que posa en dubte la història, això no obstant, és l'error de Cellier i Bridgeman sobre l'exhibició japonesa de Knightsbridge: no va obrir-se fins al 10 de gener de 1885, gairebé dos mesos després que Gilbert hagués completat el Primer Acte.
Malgrat que la demostració japonesa de Knightsbridge de 1885-87 no hagués obert quan Gilbert va concebre The Mikado, durant les dècades de 1860 i 1870 existia una certa bogeria cap al Japó a Anglaterra, sent el moment perfecte per situar una òpera al Japó. Gilbert explicà a un periodista No puc donar-li un bon motiu per al que la nostra peça succeeixi al Japó... dona el lloc per a un tractament, una escenografia i un vestuari pintoresc, i penso que la idea d'un magistrat que alhora és jutge i botxí, i que no pot ni ferir ni una mosca, potser divertiria al públic.
En una entrevista el 1885, amb el New York Daily Tribune, Gilbert també declarà que la baixa estatura d'of Leonora Braham, Jessie Bond i Sybil Grey li donà la idea d'agrupar-les per formar les 3 noietes del Japó, referides a l'òpera com "three little maids". També explicà que una noia japonesa, una cambrera del té del poble japonès, va anar als assaigs per ensenyar a les noies dances tradicionals japoneses. El 12 de febrer de 1885, un mes abans de l'estrena de The Mikado, el Illustrated London News va escriure sobre la inauguració del poblet japonès, senyalant, entre altres coses, les gracioses i fantàstiques dances que realitzaven... 3 noietes. Finalment, Gilbert afirmà que ell i Sullivan havien decidit tallar la cançó del Mikado al segon acte, però que els membres de la companyia i d'altres que havien vist l'assaig de vestuari van venir a nosaltres tots a la una i ens amenaçaren per tornar-la a posar.

## Personatges
- El Mikado del Japó (baix)
- Nanki-Poo, el seu fill, disfressat de joglar i enamorat de Yum-Yum (tenor)
- Ko-Ko, el Gran Senyor Botxí de Titipú (baríton còmic)
- Pooh-Bah, l'honorable senyor acaparador de tota la resta de càrrecs (baríton)
- Pish-Tush, un noble (baríton[16])
- Go-To, un noble (baix)[16]
- Yum-Yum, una pupil·la de Ko-Ko, amb qui també està promesa (soprano)
- Pitti-Sing, una pupil·la de Ko-Ko (mezzo-soprano)
- Peep-Bo, una pupil·la de Ko-Ko (soprano o mezzo-soprano)
- Katisha, una vella dama, enamorada de Nanki-Poo (contralto)

## Argument

### Primer Acte
- Jardí de la residència oficial de Ko-Ko

Després de l'Obertura, cavallers de la ciutat japonesa de Titipú donen la benvinguda al públic ("If you want to know who we are"). Un músic ambulant, Nanki-Poo, entra i es presenta a si mateix ("A wand'ring minstrel I"). Pregunta per la seva enamorada, una pupil·la de Ko-Ko (un antic sastre pobre). Un dels cavallers, Pish-Tush, li explica que quan el Mikado decretà que el flirteig era un crim capital, les autoritats de Titipú, frustraren el decret nomenant Ko-Ko, un presoner condemnat a mort per flirtejar, nomenant-lo al càrrec d'Honorable Senyor Botxí ("Our great Mikado, virtuous man"). Ko-Ko era el proper en haver de ser decapitat, i les autoritats de Titipú raonaren que "no se'n podria decapitar a cap altre fins que ell mateix ho fos", i com que no era probable que Ko-Ko s'intentés executar a si mateix, no podria haver-hi cap execució. Malgrat això, tots els oficials llevat de Pooh-Bah eren massa orgullosos com per haver de servir a un exsastre, i a partir de llavors Pooh-Bah ostenta tots els seus càrrecs (i cobra tots els seus sous). Pooh-Bah informa a Nanki-Poo que està previst que Yum-Yum es casi amb Ko-Ko l'endemà ("Young man, despair").
Ko-Ko fa la seva entrada ("Behold the Lord High Executioner"), i es descriu llegint una llista de gent que no s'ha d'oblidar si han de ser executats ("As some day it may happen"). Aviat, arriba Yum-Yum amb dues amigues (de vegades referides com "les seves germanes") Peep-Bo i Pitti-Sing ("Comes a train of little ladies", "Three little maids from school"). Ko-Ko demana que les noies es mostrin respectuoses vers Pooh-Bah, però Pooh-Bah no es mostra receptiu ("So please you, sir"). Nanki-Poo arriba i aconsegueix parlar amb Yum-Yum, revelant-li el seu secret: és el fill del Mikado que viatja disfressat per evitar els desigs amorosos de Katisha, una vella dama de la cort del seu pare. Els dos amants es lamenten perquè la llei els prohibeix fer ("Were you not to Ko-Ko plighted").
Ko-Ko rep la notícia que el Mikado ha decretat que llevat que hi hagi una execució en el termini d'un més, la ciutat serà reduït al rang de poblet –la qual cosa portaria la ruïna-. Pooh-Bah i Pish-Tush senyalen a Ko-Ko com la tria òbvia per ser executat, car ja ha estat condemnat a mort ("I am so proud"), però Ko-Ko protesta, primer perquè seria "extremadament difícil, a més de perillós", intentar executar-se a si mateix; a més que seria suïcidi, la qual cosa és una "ofensa capital". Per fortuna, Ko-Ko descobreix que Nanki-Poo, desesperat per perdre a Yum-Yum, s'està preparant per suïcidar-se. Després d'assegurar-se que res el farà canviar d'opinió, Ko-Ko fa un tracte amb ell: Nanki-Poo podrà casar-se amb Yum-Yum durant un mes, però després d'aquest termini, serà executat. Llavors, Ko-Ko es casarà amb la jove vídua.
Tots arriben per celebrar la unió de Nanki-Poo i Yum-Yum ("With aspect stern and gloomy stride"), però les festes queden interrompudes per l'arribada de Katisha, que ha anat per reclamar a Nanki-Poo com el seu marit. Tot i això, la gent de la ciutat es mostra molt més afecte cap a la jove parella, i els intents de Katisha per descobrir la veritable identitat de Nanki-Poo són ofegats per la cridòria de la gent. Momentàniament derrotada, Katisha proclama que tornarà.

### Segon Acte
- El jardí de Ko-Ko

Yum-Yum està sent preparada per les seves amigues pel casament ("Braid the raven hair"), quedant a continuació sola per complaure's en la seva bellesa ("The sun whose rays"). Pitti-Sing i Peep-Bo tornen, recordant-li la naturalesa limitada de la seva imminent unió. Juntament amb Nanki-Poo i Pish-Tush intenten animar-la ("Brightly dawns our wedding-day"); però entren Ko-Ko i Pooh-Bah per informar-los d'un gir, segons la qual si un home és executat per flirtejar, la seva dona ha de ser enterrada viva ("Here's a how-de-do"). Yum-Yum no està disposada a casar-se sota aquestes circumstàncies i, per tant, Nanki-Poo desafia a Ko-Ko que l'executi allà mateix; però Ko-Ko es mostra incapaç de matar una mosca. Ko-Ko en canvi, fa marxar Nanki-Poo i Yum-Yum perquè es casin (per Pooh-Bah, com a arquebisbe de Titipú), prometent que lliurarà al Mikado un fals certificat que provi l'execució fictícia.
El Mikado i Katisha arriben a Titipú enmig d'una gran processó ("Mi-ya Sa-ma""From every kind of man obedience I expect"); i el Mikado es descriu com a protector del seu poble ("A more humane Mikado"). Ko-Ko assumeix que venia a veure si s'havia portat a terme una execució, i ajudat per Pitti-Sing i Pooh-Bah, dona una descripció prou gràfica de la suposada execució ("The criminal cried") i lliura al Mikado el fals certificat signat per Pooh-Bah com a forense, així com per la majoria dels principals oficials de la ciutat (és a dir, Pooh-Bah), que estaven presents a la "cerimònia". Però el Mikado ha vingut per un motiu diferent: està buscant al seu fill. Quan senten que el fill del Mikado està viatjant sota el nom de "Nanki-Poo", s'estén el pànic, i Ko-Ko afirma que Nanki-Poo ha marxat a un país molt llunyà. Però Katisha, mentrestant, està llegint el certificat de defunció i descobreix amb espant que "l'executat" ha estat Manki-Poo. El Mikado, tot i que expressa comprensió i simpatia, discuteix amb Katisha sobre el càstig que han de rebre "els responsables de la mort de l'hereu al tron del Japó". ("See How the Fates") Amb els tres conspiradors esperant temerosos l'execució, Ko-Ko prega a Nanki-Poo que torni. Nanki-Poo tem que Katisha ordeni la seva execució si descobreix que està viu, però adverteix que si Ko-Ko demana a Katisha que es casi amb ell, Nanki-Poo podrà tornar ("The flowers that bloom in the spring"). Encara que Katisha és rebutjable, Ko-Ko no té tria: o es casa amb Katisha o ha de fer front a una mort horrible.
Ko-Ko descobreix a Katisha dolent-se per la pèrdua ("Alone, and yet alive"), i es llança als seus peus per la seva pietat. Li demana la mà en matrimoni, dient que des de fa temps el consumeix una encesa passió cap a ella. Katisha es nega en un inici, però després, commoguda pes seus precs ("Tit-willow"), cedeix. ("There is beauty in the bellow of the blast")
Un cop s'ha celebrat la cerimònia de casament (per Pooh-Bah, el Registrador), Katisha demana pietat al Mikado per Ko-Ko i els seus còmplices. Nanki-Poo i Yum-Yum reapareixen, despertant la fúria de Katisha. El Mikado està sorprès de veure a Nanki-Poo, quan se li havia descrit amb tot detall la seva execució. Ko-Ko explica que quan arriba una ordre reial perquè es realitzi una execució, la víctima, parlant legalment, ja és morta, i si és morta, per què no dir-ho així? El Mikado assenteix que "no se li podria haver explicat de manera més satisfactòria", i Titipú celebra el casament ("For he's gone and married Yum-Yum").

## Números musicals
- Overture (Inclou "Mi-ya Sa-ma", "The Sun Whose Rays Are All Ablaze", "There is Beauty in the Bellow of the Blast", "Braid the Raven Hair" i "With Aspect Stern and Gloomy Stride")

### Acte I
- 1. "If you want to know who we are" (Cor d'homes)
- 2. "A Wand'ring Minstrel I" (Nanki-Poo i Homes)
- 3. "Our Great Mikado, virtuous man" (Pish-Tush i Homes)
- 4. "Young man, despair" (Pooh-Bah, Nanki-Poo i Pish-Tush)
- 4a. Recitatiu: "And have I journey'd for a month" (Pooh-Bah, Nanki-Poo)
- 5. "Behold the Lord High Executioner" (Ko-Ko i Homes)
- 5a. "As some day it may happen" (Ko-Ko i Homes)
- 6. "Comes a train of little ladies" (Noies)
- 7. "Three little maids from school are we" (Yum-Yum, Peep-Bo, Pitti-Sing i Noies)
- 8. "So please you, Sir, we much regret" (Yum-Yum, Peep-Bo, Pitti-Sing, Pooh-Bah i Noies)[18]
- 9. "Were you not to Ko-Ko plighted" (Yum-Yum i Nanki-Poo)
- 10. "I am so proud" (Pooh-Bah, Ko-Ko i Pish-Tush)
- 11. Finale Act I (Companyia)
  - "With aspect stern and gloomy stride"
  - "The threatened cloud has passed away"
  - "Your revels cease!" ... "Oh fool, that fleest my hallowed joys!"
  - "For he's going to marry Yum-Yum"
  - "The hour of gladness" ... "O ni! bikkuri shakkuri to!"
  - "Ye torrents roar!"

### Acte II
- 12. "Braid the raven hair" (Pitti-Sing i Noies)
- 13. "The sun whose rays are all ablaze" (Yum-Yum)[19]
- 14. Madrigal, "Brightly dawns our wedding day" (Yum-Yum, Pitti-Sing, Nanki-Poo i Pish-Tush)
- 15. "Here's a how-de-do" (Yum-Yum, Nanki-Poo i Ko-Ko)
- 16. "Mi-ya Sa-ma"[20] "From every kind of man obedience I expect" (Mikado, Katisha, Cor)
- 17. "A more humane Mikado" (Mikado, Cor)[21]
- 18. "The criminal cried as he dropped him down" (Ko-Ko, Pitti-Sing, Pooh-Bah, Cor)
- 19. Glee, "See how the Fates their gifts allot" (Mikado, Pitti-Sing, Pooh-Bah, Ko-Ko i Katisha)
- 20. "The flowers that bloom in the spring" (Nanki-Poo, Ko-Ko, Yum-Yum, Pitti-Sing, i Pooh-Bah)
- 21. Recitatiu i cançó, "Alone, and yet alive" (Katisha)
- 22. "On a tree by a river (Willow, tit-willow)" (Ko-Ko)
- 23. "There is beauty in the bellow of the blast" (Katisha i Ko-Ko)
- 24. "Finale Act II" (Companyia)
  - "For he's gone and married Yum-Yum"
  - "The threatened cloud has passed away"

## Produccions
The Mikado és l'òpera del Savoy que més funcions realitzà en la seva producció original. També és la que va tenir el revival més ràpid: després que el següent treball de Gilbert i Sullivan, Ruddigore, tancà relativament aviat, es reestrenaren 3 òperes per omplir l'interregnum fins que The Yeomen of the Guard estigués a punt, amb The Mikado sent reestrenada només 17 mesos després que hagués tancat la producció original. El 4 de setembre de 1891, la companyia "C" de la D'Oyly Carte's donà una funció al Castell de Balmoral davant la Reina Victòria i la família reial.
"The Mikado" tornà a ser representada mentre que es preparava The Grand Duke. Quan ja era clar que aquesta òpera no era un èxit, "The Mikado" va representar-se en matinees, i el revival seguí quan The Grand Duke tancà després de 3 mesos. Entre 1906-07, Helen Carte, vídua de Richard D'Oyly Carte, muntà una temporada de repertori al Savoy, però The Mikado no va representar-se, car hi havia una visita reial japonesa i es pensava que podrien sentir-se ofesos. Tot i això, sí que va ser inclosa a la segona temporada de repertori, el 1908-09. Charles Ricketts realitzà un nou disseny de vestuari per a la temporada de 1916, usats fins al 1982.
La primera producció provincial de The Mikado s'estrenà a Brighton el 27 de juliol de 1885, però diversos membres de la companyia van abandonar-la durant l'agost per estrenar la primera producció americana a Nova York. Des de llavors, The Mikado va estar contínuament en ruta. Des de 1885 i fins a la dissolució de la companyia el 1982 no hi va haver cap any sense una companyia D'Oyly Carte (o diverses) l'estiguessin representant.
A Amèrica, com havia passat amb H.M.S. Pinafore, les primeres produccions van ser pirates, però un cop s'estrenà a l'agost de 1885 la producció autoritzada, va ser un gran èxit, obtenint beneficis rècords, i amb Carte formant diverses companyies per portar de gira The Mikado per Nord-amèrica. Les produccions paròdiques i burlesques se succeïren. Aparegueren nombroses versions no-autoritzades, i, com que llavors no existia el tractat de copyrights, Carte o Gilbert i Sullivan no podien fer res. A Austràlia, la primera funció autoritzada de The Mikado va ser el 14 de novembre de 1885 al Theatre Royal de Sydney, produïda per J. C. Williamson. Durant 1886 van arribar a haver 6 companyies de gira representant The Mikado només a Nord-amèrica.
Carte portà de gira el 1886 i de nou el 1887 per Alemanya i per tot Europa. El setembre del 1886, el principal crític de Viena, Eduard Hanslick, va escriure que l'òpera era un èxit sense paral·lel, atribuïble no només al llibret i a la música, sinó que també a l'originalitat de la posada en escena, única en la seva mena, realitzada pels artistes del sr D'Oyly Carte... ribetejant l'ull i l'oïda amb l'exotisme. També es realitzaren produccions autoritzades a França, Holanda, Hongria, Espanya, Bèlgica, Escandinàvia, Rússia, etc.
Després que expirés el copyright de Gilbert el 1962, la Sadler's Wells Opera muntà la primera producció professional a Anglaterra fora de la D'Oyly Carte, amb Clive Revill com Ko-Ko. Entre els molts revivals professionals realitzats a Anglaterra des de llavors hi ha una realitzada per la
 el 1986, amb Eric Idle com Ko-Ko i Lesley Garrett com Yum-Yum, dirigida per Jonathan Miller. Aquesta producció, realitzada en diverses ocasions, no estava situada al Japó, sinó a un hotel de luxe costaner durant els anys 20, amb l'escenografia i el vestuari íntegrament en blanc i negre.

## Anàlisi i recepció

### El tractament de la mort
The Mikado és una comèdia que tracta sobre temes de mort i crueltat. Funciona només perquè Gilbert ho tracta d'una manera trivial. Gilbert fa servir la tècnica retòrica anomenada meiosi, un entendiment dràstic de la situació.
La mort és tractada com un afer de negocis en el món cap per avall de Gilbert. Pooh-Bah afirma que Ko-Ko és un mecànic industrial. Ko-Ko també veu el seu ofici sagnant com una professió, afirmant que "no puc embarcar-me en una operació professional llevat que vegi resultats satisfactoris".

### L'escenografia japonesa
El fet que The Mikado retrati la cultura, l'estil i el govern japonès prové de la visió pintoresca que els britànics de l'època tenien del Japó, així com la moda llavors existent per tot allò que provenia del país nipó a la dècada de 1880. Gilbert va escriure que "el Mikado de l'òpera és un monarca imaginari d'una època remota, que no pot fer pensar en cap mena d'institució actual" G. K. Chesterton comparà la sàtira de l'òpera a la que apareix a Els viatges de Gulliver de Jonathan Swift: Gilbert perseguí els dimonis de l'Anglaterra moderna fins que no deixà tot potes enlaire, tal com havia fet Swift... dubto que hi hagi un sol acudit en tota l'òpera dirigit als japonesos. Però totes les bromes de l'obra apunten als anglesos.. sobre Anglaterra, Pooh-Bah és quelcom més que una sàtira: és la veritat. L'òpera esbossa la visió que es tenia a l'Anglaterra Victoriana sobre l'Extrem Orient, gleaned by Gilbert from the glimpses of la moda i l'art japonès que seguí a l'inici del comerç entre les dues illes, i durant els assaigs, Gilbert visità l'exhibició japonesa a Knightsbridge, Londres. Gilbert buscava l'autenticitat en el decorat, el vestuari, els moviments i gestos dels actors. Amb aquesta finalitat, Gilbert contractà alguns dels japonesos a Knightsbridge per tal que supervisessin la producció i per ensenyar als actors. Al programa de mà que va donar-se la nit d'estrena s'agraïa la col·laboració de "Els Directors i Habitants Nadius". Sullivan va incloure "Miya Sama" a la partitura, una versió d'una marxa militar japonesa anomenada "Ton-yare Bushi", composta durant l'era Meiji. Giacomo Puccini també incorporà la cançó a la seva òpera Madama Butterfly. Els personatges no tenen noms japonesos, sinó més aviat exclamacions infantils.
Els japonesos es mostraren ambivalents cap a The Mikado durant molts anys. Alguns crítics japonesos veien la descripció del Mikado com una representació irrespectuosa cap a la reverència de l'Emperador Meiji (al teatre japonès estava prohibit descriure a l'emperador a escena). El Príncep Komatsu Akihito, que va veure una funció a Londres el 1886, no s'ho va prendre com una ofensa. Quan el príncep Fushimi Sadanaru va realitzar una visita d'estat el 1907, el govern britànic prohibí les representacions de The Mikado a Londres durant 6 setmanes, temerosos que pogués ofendre'l; maniobra que va haver de fer-se enrere quan el príncep va dir que havia esperat veure The Mikado durant la seva estança. Un periodista japonès que cobria l'estada del príncep assistí a una funció i es confessà profunda i afortunadament decebut. Esperant veritables insults cap al seu país, s'havia trobat només música brillant i molta diversió.
La J. C. Williamson G&S company va fer una gira pel Japó durant la dècada de 1920, interpretant The Mikado, juntament amb altres treballs de Gilbert i Sullivan. Després de la Segona Guerra Mundial, The Mikado va ser interpretada al Japó en diverses funcions privades. La primera producció pública va realitzar 3 funcions el 1946 al Ernie Pyle Theater de Tokio, dirigida pel pianista Jorge Bolet per a les tropes americanes. El vestuari i l'escenografia eren opulents, i els principals intèrprets eren americans, canadencs i britànics, així com les dones del cor, però el cor masculí i el ballet femení eren japonesos. El general Douglas MacArthur prohibí una producció professional a Tokio el 1947, interpretada íntegrament per japonesos, però hi hagué més produccions al Japó. Per exemple, l'òpera va ser interpretada a Tokio el 1970 al Ernie Pyle Theater, presentada pel Servei Especial del 8è Exèrcit.
El 2001, la ciutat de Chichibu (秩父) produí una adaptació de The Mikado en japonès. Es diu que Gilbert tenia Chichibu al cap quan anomenà Titipú la seva ciutat; però no hi ha proves que avalin aquesta teoria. Rokusuke Ei, un escriptor i assaigista japonès afirmà entre altres que una revolta camperola que va tenir lloc a Chichibu el 1894 inspirà a Gilbert. D'altres investigadors japonesos han conclòs que simplement Gilbert podria haver sentit a parlar de la seda de Chichibú, que s'exportava al segle xix.

### Modernitzacions
A la cançó, cantada per Ko-Ko al primer acte, el personatge cita una "petita llista" que "ofenen la societat" als quals no s'hauria d'oblidar si se'ls executés. Per evitar distreure el públic amb referències que podrien ser ofensives o poguessin haver quedat desfasades, les lletres es modifiquen a les produccions modernes, sovint usant bromes locals. Una seqüència que també és sovint alterada és la llista de títols de Pooh-Bah, en la qual se li poden posar càrrecs actuals. La llista de crims i càstigs del Mikado a "A more humane Mikado" també sovint és reescrita per tal d'incloure infraccions actuals.

### Crítica
The Mikado esdevingué l'Òpera del Savoy més representada, i ha estat traduïda a nombrosos idiomes. És una de les obres del teatre musical més habitualment representades de tota la història.
The Mikado ha estat admirada per altres compositors. Ethel Smyth va escriure de Sullivan "Un dia va ensenyar-me una còpia de la partitura de The Golden Legend, dient "crec que és el millor que he fet", i quan li vaig dir que segons la meva opinió "The Mikado" era la seva obra mestre, tot i que vam riure, vaig veure que estava decebut."

## Enregistraments històrics
Les taules següents mostren les principals produccions originals de la D'Oyly Carte Opera Company, fins a la seva cloenda el 1982:
| Rol        | Savoy Theatre 1885 | Fifth Avenue 1885  | Savoy Theatre 1888 | Savoy Theatre 1895 | Savoy Theatre 1908 |
| ---------- | ------------------ | ------------------ | ------------------ | ------------------ | ------------------ |
| El Mikado  | Richard Temple     | Frederick Federici | Richard Temple     | R. Scott Fishe²    | Henry Lytton       |
| Nanki-Poo  | Durward Lely       | Courtice Pounds    | J. G. Robertson    | Charles Kenningham | Strafford Moss     |
| Ko-Ko      | George Grossmith   | George Thorne      | George Grossmith   | Walter Passmore    | Charles H. Workman |
| Pooh-Bah   | Rutland Barrington | Fred Billington    | Rutland Barrington | Rutland Barrington | Rutland Barrington |
| Pish-Tush  | Frederick Bovill   | Charles Richards   | Richard Cummings   | Jones Hewson       | Leicester Tunks    |
| Go-To¹     | Rudolph Lewis      | R. H. Edgar        | Rudolph Lewis      |                    | Fred Drawater      |
| Yum-Yum    | Leonora Braham     | Geraldine Ulmar    | Geraldine Ulmar    | Florence Perry     | Clara Dow          |
| Pitti-Sing | Jessie Bond        | Kate Forster       | Jessie Bond        | Jessie Bond        | Jessie Rose        |
| Peep-Bo    | Sybil Grey         | Geraldine St. Maur | Sybil Grey         | Emmie Owen         | Beatrice Boarer    |
| Katisha    | Rosina Brandram    | Elsie Cameron      | Rosina Brandram    | Rosina Brandram    | Louie René         |

¹El paper de Go-To s'afegí a l'abril de 1885
²Pel revival de 1896–97 revival, Richard Temple tornà a interpretar The Mikado durant gener i febrer de 1896, i de nou entre novembre de 1896 i febrer de 1897.
| Rol        | D'Oyly Carte 1915 Tour | D'Oyly Carte 1925 Tour | D'Oyly Carte 1935 Tour | D'Oyly Carte 1945 Tour | D'Oyly Carte 1951 Tour |
| ---------- | ---------------------- | ---------------------- | ---------------------- | ---------------------- | ---------------------- |
| El Mikado  | Leicester Tunks        | Darrell Fancourt       | Darrell Fancourt       | Darrell Fancourt       | Darrell Fancourt       |
| Nanki-Poo  | Dewey Gibson           | Charles Goulding       | Charles Goulding       | John Dean              | Neville Griffiths      |
| Ko-Ko      | Henry Lytton           | Henry Lytton           | Martyn Green           | Grahame Clifford       | Martyn Green           |
| Pooh-Bah   | Fred Billington        | Leo Sheffield          | Sydney Granville       | Richard Walker         | Richard Watson         |
| Pish-Tush  | Frederick Hobbs        | Henry Millidge         | Leslie Rands           | Wynn Dyson             | Alan Styler            |
| Go-To      |                        | T. Penry Hughes        | L. Radley Flynn        | L. Radley Flynn        | Donald Harris          |
| Yum-Yum    | Elsie McDermid         | Elsie Griffin          | Kathleen Frances       | Helen Roberts          | Margaret Mitchell      |
| Pitti-Sing | Nellie Briercliffe     | Aileen Davies          | Marjorie Eyre          | Marjorie Eyre          | Joan Gillingham        |
| Peep-Bo    | Betty Grylls           | Beatrice Elburn        | Elizabeth Nickell-Lean | June Field             | Joyce Wright           |
| Katisha    | Bertha Lewis           | Bertha Lewis           | Dorothy Gill           | Ella Halman            | Ella Halman            |

| Rol        | D'Oyly Carte 1955 Tour | D'Oyly Carte 1965 Tour | D'Oyly Carte 1975 Tour | D'Oyly Carte 1982 Tour |
| ---------- | ---------------------- | ---------------------- | ---------------------- | ---------------------- |
| El Mikado  | Donald Adams           | Donald Adams           | John Ayldon            | John Ayldon            |
| Nanki-Poo  | Neville Griffiths      | Philip Potter          | Colin Wright           | Geoffrey Shovelton     |
| Ko-Ko      | Peter Pratt            | John Reed              | John Reed              | James Conroy-Ward      |
| Pooh-Bah   | Fisher Morgan          | Kenneth Sandford       | Kenneth Sandford       | Kenneth Sandford       |
| Pish-Tush  | Jeffrey Skitch         | Thomas Lawlor          | Michael Rayner         | Peter Lyon             |
| Go-To      | John Banks             | George Cook            | John Broad             | Thomas Scholey         |
| Yum-Yum    | Cynthia Morey          | Valerie Masterson      | Julia Goss             | Vivian Tierney         |
| Pitti-Sing | Joyce Wright           | Peggy Ann Jones        | Judi Merri             | Lorraine Daniels       |
| Peep-Bo    | Beryl Dixon            | Pauline Wales          | Patricia Leonard       | Roberta Morrell        |
| Katisha    | Ann Drummond-Grant     | Christene Palmer       | Lyndsie Holland        | Patricia Leonard       |

## El Mikadode Dagoll Dagom
| Personatge | 1986                            | 2005                       |
| ---------- | ------------------------------- | -------------------------- |
| El Mikado  | Miquel Periel                   | Josep Ferrer               |
| Nanki-Poo  | Pep Molina                      | Toni Viñals / Ivan Labanda |
| Ko-Ko      | Ferran Rañé                     | Josep M Gimeno             |
| Pooh-Bah   | Ferran Frauca                   | Albert Muntanyola          |
| Pish-Tush  | Jordi Fusalba                   | Jaume Ortanobas            |
| Man-Go-Ta  | Jaume Mallofré                  | Àlex Esteve                |
| Fun-Ya-Yao | Miquel Periel/ Fulgenci Mestres | Josep Ferrer               |
| Yum-Yum    | Teresa Vallicrosa/Roser Batalla | Dulcinea Juarez            |
| Pitti-Sing | Teresa De La Torre              | Ira Prat                   |
| Yoshinara  | Rosa Nicolàs                    | Manoli Nieto               |
| Peep-Bo    | Maria Rosas                     | Elisabet Paz               |
| To-Shi-Sa  | Isabel Soriano                  | Maria Del Mar Maestu       |
| Katisha    | Montse Pi                       | Mariona Blanch             |

El 20 de maig de 1986 s'estrenà la versió catalana de The Mikado, "El Mikado", producció de Dagoll Dagom, amb traducció i adaptació de Xavier Bru de Sala, arranjaments de Joan Vives i direcció de Joan Lluís Bozzo. Vint anys després, el 19 de novembre de 2005, s'estrenà un revival de la producció, al Teatro Serantes de Santurce, que realitzà una gira per Espanya, amb una estada al teatre Apolo de Barcelona.

## Pel·lícules i vídeos
El 1926, la D'Oyly Carte Opera Company va fer un breu film promocional de The Mikado. Alguns dels Savoiards més famosos apareixen a la pel·lícula, incloent Darrell Fancourt com The Mikado, Henry Lytton com Ko-Ko, Leo Sheffield com Pooh-Bah, Elsie Griffin com Yum-Yum, i Bertha Lewis com Katisha.
El 1939, la Universal Pictures llançà una pel·lícula de 90 minuts en technicolor de The Mikado. Estava protagonitzada per Martyn Green com Ko-Ko, Sydney Granville com Pooh-Bah, el cantant americà Kenny Baker com Nanki-Poo i Jean Colin com Yum-Yum. Diversos personatges i coristes més també havien estat membres de la D'Oyly Carte. La música era dirigida per Geoffrey Toye, antic director musical de la D'Oyly Carte, que també exercí de director i signà l'adaptació, que comportà diversos talls, afegits i reordenà escenes. La direcció era de Victor Schertzinger, i William V. Skall rebé una nominació a l'Oscar a la millor fotografia.
El 1966, la D'Oyly Carte Opera Company aparegué en una versió cinematogràfica de The Mikado, que mostrava la posada en escena tradicional en aquella època, tot i que hi hagué alguns talls menors. Va ser protagonitzada per John Reed, Kenneth Sandford, Valerie Masterson, Philip Potter, Donald Adams, Christene Palmer i Peggy-Ann Jones. The New York Times criticà la tècnica cinematogràfica i l'orquestra, citant que sabent com pot ser aquest repartiment al seu mitjà propi, un té la impressió del que aquest "Mikado" provocarà els que no han tingut la sort de veure'ls en viu. Les càmeres han captat tota l'actuació de la companyia llevat la seva màgia.

## Adaptacions
The Mikado va ser adaptada a un llibre infantil pel mateix W.S. Gilbert, sota el títol de The Story of The Mikado, que va ser el darrer treball literari de Gilbert. Es tracta d'una relectura de The Mikado, amb petits canvis per simplificar el llenguatge o fer-lo més comprensible a la mainada.
La D'Oyly Carte Opera Company controlà els drets d'autor de les actuacions de "The Mikado" i d'altres treballs de Gilbert & Sullivan fins al 1961. Normalment es requeria que es presentés la música i el llibret exactament com deia a les edicions publicades. Des de 1961, les obres de Gilbert i Sullivan són de domini públic, i sovint han estat adaptades. Entre les adaptacions notables trobem:
- La versió de Bell Telephone Hour (1960), amb Groucho Marx com Ko-Ko, Stanley Holloway com Pooh-Bah i Helen Traubel com Katisha. Va ser dirigida per Martyn Green
- The Black Mikado (1975), una versió jazz i sexy situada a una illa del Carib.[78]
- The Cool Mikado (1962), una pel·lícula musical britànica, dirigida per Michael Winner, que adapta The Mikado a l'estil musical pop de l'època i ressitua la trama com una història de gangsters japonesos.
- The Hot Mikado (1939), una adaptació de The Mikado íntegrament formada per actors negres, que emprava música jazz i swing.
- The Swing Mikado (1938), una adaptació de The Mikado íntegrament formada per actors negres, que emprava música jazz i swing.
- Metropolitan Mikado, una sàtira política adaptada per Ned Sherrin i Alistair Beaton, estrenada al Queen Elizabeth Hall (1985) i protagonitzada per Louise Gold, Simon Butteriss, Rosemary Ashe, Robert Meadmore i Martin Smith, produïda per Raymond Gubbay.
- Hot Mikado (1986) una adaptació en estil jazz i swing, estrenada a Washington DC i interpretada sovint.

## The Mikadoa la cultura popular
Una ample varietat de mitjans, incloent cinema, televisió, teatre i publicitat s'han referit o han parodiat The Mikado o les seves cançons; i frases del llibret han entrat a l'ús popular de la llengua anglesa:
Groucho Marx, un gran admirador de Gilbert i Sullivan, interpretà a Ko-Ko a una producció televisiva de The Mikado a la dècada dels 60. Entre altres actors coneguts que han interpretat a Ko-Ko estan Eric Idle i Bill Oddie a la producció de The Mikado que va fer l'Òpera Nacional Anglesa. Dudley Moore interpretà el paper quan la producció va fer una gira pels Estats Units.
L'assassí "Zodiac" emprà frases de The Mikado en les cartes que envià a la policia quan assassinà almenys 5 persones a la zona de San Francisco entre 1966 i 1970. The Mikado és parodiada a Sumo of the Opera, que cita que Sullivan és el compositor de la majoria de les cançons. La novel·la negra Death at the Opera de Gladys Mitchell està ambientada al rerefons d'una producció de The Mikado.
El clímax de la pel·lícula Foul Play té lloc durant una funció de The Mikado. A un episodi de la segona temporada de la sèrie Millennium titulat The Midado està basat en el cas del Zodíac. A l'episodi "Robots Versus Wrestlers" (2010) de la comèdia televisiva How I Met Your Mother, en una festa d'alta societat en un àtic de Manhattan, Marshall toca un antic gong xinès. L'amfitrió li diu "Jove, aquesta és una vella relíquia de 500 anys que no ha estat tocada d'ençà que W.S. Gilbert la va tocar a l'estrena a Londres de The Mikado el 1885!" Marshall li replica "La seva dona és una relíquia de 500 anys que no ha estat tocada des que W.S. Gilbert la va tocar a l'estrena a Londres..."
A inicis de la dècada de 1880 es crearen diversos cartells publicitaris basats en The Mikado.

### Frases populars deThe Mikado
La frase "A short, sharp shock", que apareix a la cançó "I am so proud" ha entrat a la llengua anglesa, apareixent a títols de llibres i cançons (notablement a les proves de "The Dark Side of the Moon", de Pink Floyd), així com a diversos manifestos polítics. Com "Let the punishment fit the crime", que diu el Mikado, ha estat també àmpliament emprada en el transcurs des debats polítics britànics pel concepte i frases semblants. Per exemple, al 80è episodi de la sèrie Magnum, P.I., titulat "Let the Punishment Fit the Crime," Higgins es prepara per dirigir una selecció de peces de The Mikado; apareixent durant l'episodi diverses cançons, com "Three Little Maids From School.". La frase i la cançó del Mikado també apareixen a l'episodi "A Soldier's Farewell.", de la sèrie Dad's Army.
El nom del personatge "Pooh-Bah" també ha entrat a la llengua anglesa com a persona que té molts títols, sovint pompós i pagat de si mateix. Pooh-Bah is mentioned in P. G. Wodehouse's novel Something Fresh, de nou fent referència als seus molts títols. Un altre exemple és la biografia de R. A. Butler, en la qual hi ha un capítol anomenat "The Pooh-Bah Years", quan Butler va dirigir diverses carteres ministerials. Al desembre de 2009, el presentador de la BBC James Naughtie comparà al parlamentari britànic Peter Mandelson amb car Mandelson tenia diversos càrrecs (incloent Secretari d'Estat de Negocis, Primer Secretari d'Estat, Lord President del Consell, President de la Cambra de Comerç, Comissionat de l'Església, a més de formar part de 35 comitès i sub-comitès del govern); a la qual cosa Mandelson replicà "Qui és Pooh-Bah?". Mandelson també va ser descrit com "el gran Pooh-Bah de la política britànica" aquella mateixa setmana pel crític de teatre del The Daily Telegraph, Charles Spencer. Als Estats Units, el terme s'empra de manera punyent per descriure a aquells amb molts títols impressionants, però amb una autoritat limitada. L'expressió Gran Poobah va ser emprada en diversos episodis de Els Picapedra, on en Pere Picapedra es referia així al seu cap.